# فرانك لانجيلا
فرانك لانجيلا (بالإنجليزية: Frank Langella)‏ مواليد 1 يناير 1938 في بايون، نيو جيرسي، الولايات المتحدة، هو ممثل أمريكي بدأ مسيرته الفنية عام 1965. حصل على جائزة توني لأفضل ممثل رئيسي عن دور ريتشارد نيكسون في مسرحية فروست/نيكسون ورشح لاحقا لجائزة الأوسكار لأفضل ممثل في دور رئيسي لنفس الدور في فيلم فروست/نيكسون المقتبس عن المسرحية (2008).

## أعمال
- سادة الكون

## روابط خارجية
- فرانك لانجيلا على موقع IMDb (الإنجليزية)
- فرانك لانجيلا على موقع روتن توميتوز (الإنجليزية)
- فرانك لانجيلا على موقع قاعدة بيانات الأفلام العربية
- فرانك لانجيلا على موقع ألو سيني (الفرنسية)
- فرانك لانجيلا على موقع تيرنر كلاسيك موفيز (الإنجليزية)
- فرانك لانجيلا على موقع أول موفي (الإنجليزية)
- فرانك لانجيلا على موقع بوكس أوفيس موجو (الإنجليزية)
- فرانك لانجيلا على موقع قاعدة بيانات برودواي على الإنترنت (الإنجليزية)
- فرانك لانجيلا على موقع قاعدة بيانات الأفلام السويدية (السويدية)
- فرانك لانجيلا على موقع إن إن دي بي (الإنجليزية)